# Duna di Pilat

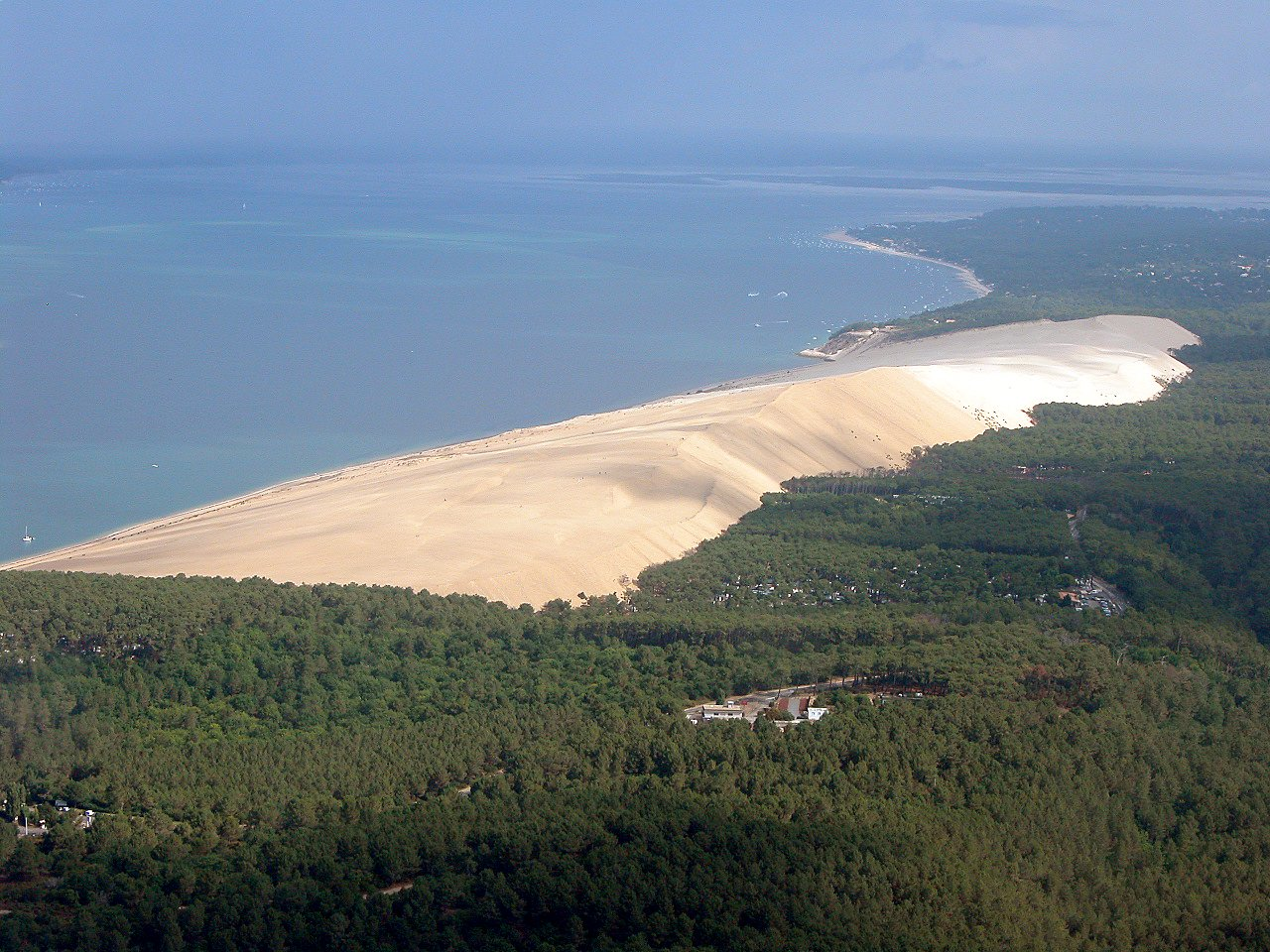
La duna di Pilat

La duna di Pilat (Dune du Pilat in francese) è la duna più alta d'Europa, situata in Francia, nel dipartimento della Gironda, in prossimità del bacino di Arcachon. Si estende su una superficie larga 500 m da ovest a est e 3 km da nord a sud, di fronte alla giuntura fra l'Oceano Atlantico e il bacino.

## Descrizione

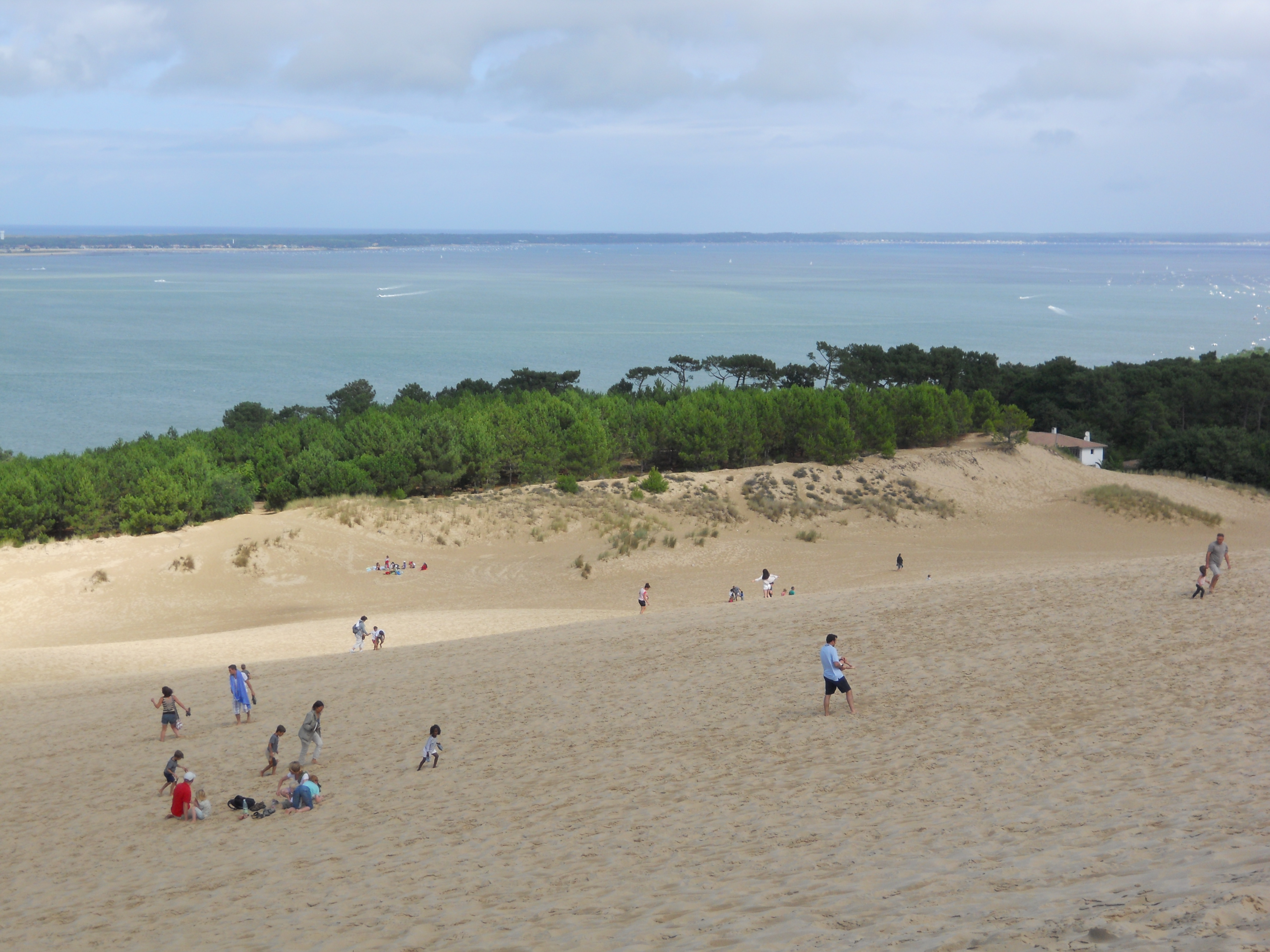
Veduta dalla sommità della Duna di Pilat

Il comune in cui è situata è La Teste-de-Buch, vicino ad Arcachon, nel cuore delle Landes de Gascogne. L'altezza della duna, variabile nel tempo, oscilla tra i 100 e i 120 metri. Per favorirne lo sviluppo mediante un turismo ecosostenibile, fa parte del circuito del Grand site national di Francia.

### Formazione
La Dune du Pilat si è formata in tempi relativamente recenti. Nel 1855 misurava solo 35 m di altezza e la sua origine è legata, secondo gli specialisti, alla distruzione di un enorme banco di sabbia che nel XVIII secolo si estendeva davanti alla costa attuale, oltre che al continuo apporto di sabbia da parte del vento.